# District de Qingbaijiang
Le district de Qingbaijiang (青白江区 ; pinyin : Qīngbáijiāng Qū) est une subdivision administrative de la province du Sichuan en Chine. Il est placé sous la juridiction de la ville sous-provinciale de Chengdu.